# Cupido che fabbrica l'arco

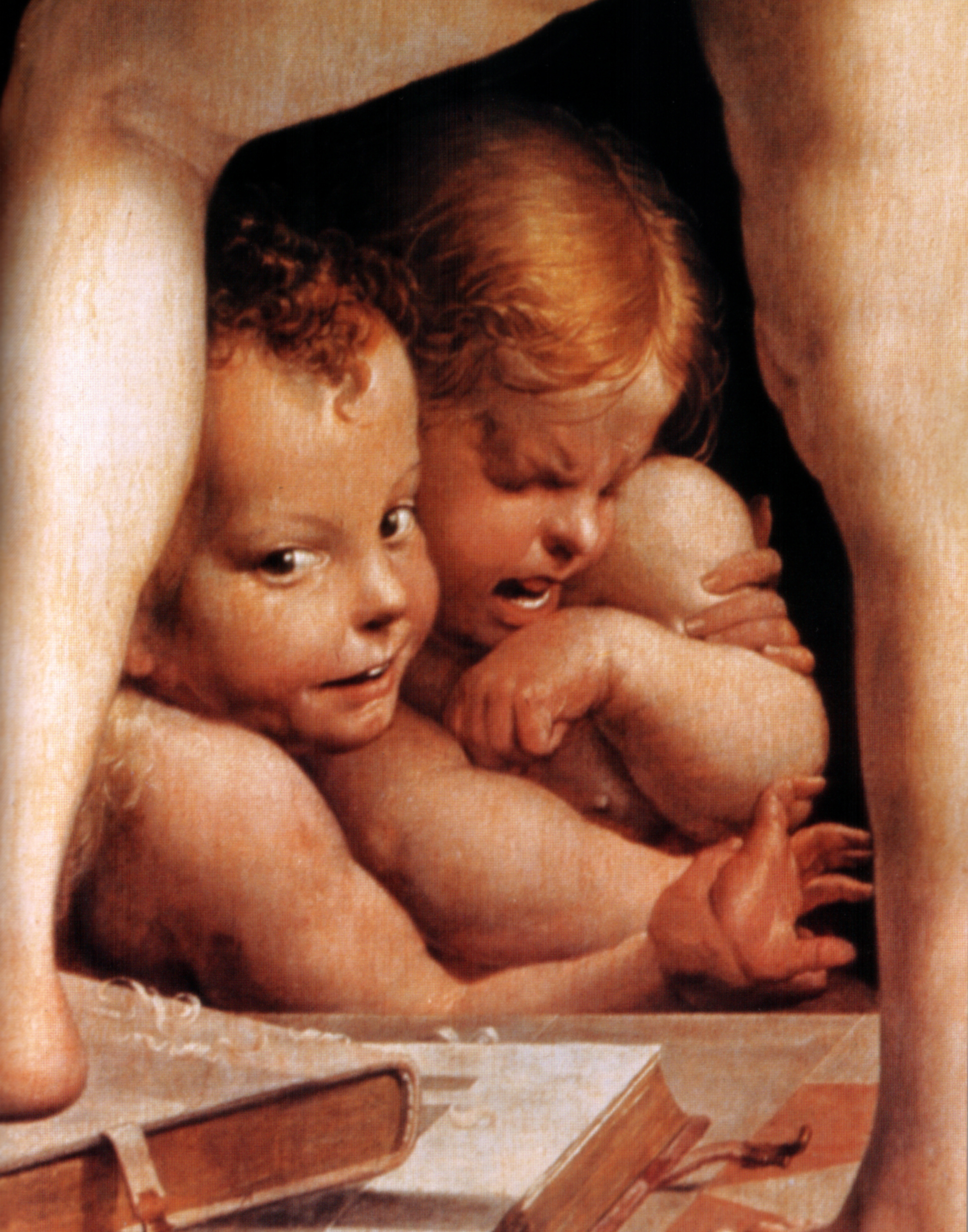
Dettaglio

Cupido che fabbrica l'arco è un dipinto a olio su tavola (135x65,3 cm) del Parmigianino, databile al 1533-1535 circa e conservato nel Kunsthistorisches Museum di Vienna.

## Storia
L'opera si trova inventariata a Parma tra le pitture del cavalier Francesco Baiardo, amico e patrono del Parmigianino nonché probabile acquirente del suo studio dopo la sua morte: protesse l'artista alla Madonna della Steccata e sua sorella Elena Tagliaferri gli aveva commissionato la Madonna del collo lungo. Vasari scrisse che era stato lui a commissionare il "Cupido che fabbrica di sua mano un arco".
Fu ereditato da Marcantonio Cavalca e in seguitò passò ad Antonio Pérez, segretario di Stato di Filippo II di Spagna, che lo portò con sé in terra iberica. Nel 1579 il Pérez cadde in disgrazia e, dopo essere stato condannato a pagare una forte multa, dovette vendere il dipinto, attirando l'interesse del conte Khevenhiller, intermediario per Rodolfo II. L'opera venne tuttavia sequestrata ed entrò nei beni della Casa reale spagnola e solo dopo alcune trattative, tra il 1601 e il 1603, poté essere finalmente acquistata dal conte assieme a Giove e Io e il Ratto di Ganimede del Correggio. Giunse quindi a Praga, venendo trasferita alla Schatzkammer di Vienna nel 1631. Qui fu visto dal Boschini (1660) e dal Tassoni (1676), il quale lo descrisse come "fanciullo ignudo e alato dimostrando d'età di quattordici o quindici anni, che si fa l'arco da sé e dietro a lui sono due fanciullini minori che rappresentano il riso e il pianto".
Uno studio preparatorio relativo alla testa di Cupido si trova nel Cabinet des Dessins del Louvre (n. 1662). L'opera fu copiatissima e presa a modello da numerosi artisti. Le repliche più illustri sono nell'Alte Pinakothek di Monaco di Baviera, di Joseph Heintz il Vecchio e di Rubens.

## Descrizione e stile
Il formato stretto e alto della tavola incornicia alla perfezione il corpo statuario di Cupido, che dimostra forse dieci o undici anni, dalla pelle perfettamente liscia. Il fanciullo, tutto nudo, è voltato di spalle ruotando la testa verso lo spettatore, mentre con un grosso coltello sta intagliando un arco da un ramo poggiato su alcuni libri, declassati a bancone da lavoro, su cui il giovinetto appoggia anche la punta del piede sinistro, col ginocchio piegato in avanti (forse allusione alla prevalenza dell'eros sulla scienza). Il capelli ricci e biondi sono raccolti da una catenella dorata, ricordando un'acconciatura prettamente femminile. Evidenti sono i risvolti erotici, dati dalle natiche dalla rotondità e morbidezza tipicamente infantili ben in vista, nonché dalla pittura "a punti di luna", cioè dall'accento lunare posto sulla carne nuda che si staglia statuaria sullo sfondo scuro.
L'attenzione nella metà inferiore del dipinto è attirata dai due putti che si intravedono tra le gambe di Cupido, stretti in un abbraccio sporgendo a mezza figura oltre il piano d'appoggio principale. Il maschietto, che è alato, indirizza allo spettatore uno sguardo di maliziosa complicità, stringendo con forza la femminuccia, che cerca di ribellarsi in una smorfia di rabbia molto ben rappresentata, che sicuramente richiese un accurato studio dal vero. Egli le blocca un polso e le afferra l'altro braccio, avvinghiandola a sé, in un gesto che Vasari lesse, forse un po' forzatamente, come «uno piglia l'altro per un braccio e ridendo vuol che tocchi Cupido con un dito, e quegli, che non vuol toccarlo, piange mostrando aver paura di non cuocersi al fuoco d'amore». I due fanciulli rappresentano forse le insidie dell'amore non corrisposto a cui Cupido, fabbricando la sua arma, metterà presto rimedio. Sulla coppia di amorini sono state formulate varie ipotesi interpretative: Anteros e Liseros (rispettivamente l'impulso maschile che dà forza all'amore e il principio femminile che lo estingue), oppure l'Amor sacro e Amor profano, o ancora gli opposti alchemici.
Essi prefigurano, stilisticamente, il gruppo degli angeli di sinistra nella Madonna del collo lungo e appaiono come una riflessione sui putti del Correggio, anche se in uno spirito ormai lontano da quello così amabilmente spontaneo delle opere suo maestro.
L'opera mostra affinità con le opere degli anni trenta, quali lo scintillare dorato dei capelli, gli occhi vivi, la luce fredda e artificiale. Vasari la definì «vaga per colorito, ingegnosa per invenzione e graziosa». Innocentemente malizioso, il dipinto ha una grande freschezza espressiva che riesce a mettere in secondo piano l'artificio antinaturalistico di quel corpo di marmo e di quelle ali che paiono di metallo. Dietro l'ispirazione letteraria, petrarchesca dell'opera, si cela un'esaltazione pagana e carnale dell'amore, non esente da una certa ambiguità sessuale, a cui sembra alludere la complice malizia dell'espressione del protagonista.